# Апостол Илиев (революционер)
Апостол Илиев Марков Ушлинов е български революционер, терорист и четник на Вътрешната македоно-одринска революционна организация.

## Биография
Роден е в 1866 година в битолското село Лера, тогава в Османската империя. В 1898 година като гурбетчия в Цариград е привлечен за член на ВМОРО. В началото на 1902 година се завръща в Лера, и се жени за Сребра Домазетова, която дълги години е задиряна от местния бей Реджо Сульов. През пролетта на 1902 година Апостол прави план да го убие с помощта на местния лидер на ВМОРО Темелко Спасов, но той се проваля и Темелко е принуден да стане нелегален. В края на август 1902 година хора на Реджо бей пребиват Апостол и той убива Реджо с помощта на жена си Сребра и на Донка Ушлинова, жената на братовчед си Ставри, и стават нелегални в четата на Георги Сугарев. Христо Настев пише за него:
| „ | Апостолъ заслужено носѣше орѫжието на убития отъ тѣхъ кърсердаръ Реджо. Съ зачисляването му в районната чета той бѣше станадъ най-изпълнителния четгникъ и най-привързанъ към своя войвода Г. Сугаревъ, който още при втората ни среща при обиколката се изказа ласкаво за Апостола. Това констатирахме и ние лично при движението ни, когато ни придружаваше Сугаревъ съ четата си. Апостолъ изпълняваше само заповѣдитѣ на своя войвода и нищо повече. Поради особената му лека подвижность съ котешки стѫпки през време на походъ, другаритѣ му въ четата бѣха го кръстили „Хвърковатия Апостолъ“. Съ наивнитѣ си, но свойствено духовити приказки на мѣстенъ диалектъ, бѣше и най-забавителния за другаритѣ си, коиот бѣха го обикнали много. При всѣко минаване на съмнителни и опасни мѣстности въ нощнитѣ ни походи Апостолъ винаги бѣше въ предния патраулъ или застава. Неговата раница бѣше и аптека – винаги пълна и с разни продукти, които носѣше доброволно в запасъ и услужваше на всички при крайна нужда. | “ |

Апостол дълги години е четник в районната чета на Георги Сугарев, с която взима участие във всички акции и сражения и участва в Илинденско-Преображенското въстание през лятото на 1903 година. Той и жена му получават задочни доживотни присъди. След края на въстанието с жена си и снаха си бяга в Свободна България и се установява във Варна.
Брат му Цветко, учител в Лера, също става четник на ВМОРО и загива в 1903 година по време на Илинденското въстание в сражение при Буф при отстъплението с Борис Сарафов.
На 19 март 1943 година, като жител на Варна, подава молба за българска народна пенсия, която е одобрена и пенсията е отпусната от Министерския съвет на Царство България.